# Resonance (album)
Pour les articles homonymes, voir Résonance (homonymie).
Albums de Anathema
Judgement
(1998) A Fine Day to Exit
(2001)
Resonance est la première compilation du groupe anglais de metal alternatif Anathema, publié le 24 septembre 2001, par Peaceville Records.

## Liste des chansons
| No  | Titre                                       | Durée |
| --- | ------------------------------------------- | ----- |
| 1.  | Scars Of The Old Stream                     | 1:10  |
| 2.  | Everwake                                    | 2:39  |
| 3.  | J'ai Fait Une Promesse                      | 2:39  |
| 4.  | Alone                                       | 4:29  |
| 5.  | Far Away (acoustique)                       | 5:22  |
| 6.  | Eternity Part II                            | 3:11  |
| 7.  | Eternity Part III (acoustique)              | 5:08  |
| 8.  | Better Off Dead (reprise de Bad Religion)   | 4:22  |
| 9.  | One of the Few (reprise de Pink Floyd)      | 1:50  |
| 10. | Inner Silence                               | 3:09  |
| 11. | Goodbye Cruel World (reprise de Pink Floyd) | 1:41  |
| 12. | Destiny                                     | 2:14  |
| 13. | The Silent Enigma (version orchestrale)     | 4:14  |
| 14. | Angelica (concert à Budapest en 1997)       | 6:58  |
| 15. | Horses                                      | 1:13  |